# Cephalotes duckei
Cephalotes duckei är en myrart som först beskrevs av Auguste-Henri Forel 1906.  Cephalotes duckei ingår i släktet Cephalotes och familjen myror. Inga underarter finns listade.